# 洛馬米河

剛果民主共和國地圖（洛馬米河用紅色表示）

洛馬米河（Lomami River）是非洲中部剛果民主共和國的剛果河主要支流，河流全長約1,500公里。洛馬米河的發源地在剛果民主共和國南部卡米納附近。